# Bastaardglanskevers
De bastaardglanskevers (Kateretidae) zijn een familie van kevers (Coleoptera) in de onderorde van de Polyphaga.

## In Nederland waargenomen soorten
- Genus: Brachypterolus
  - Brachypterolus antirrhini
  - Brachypterolus linariae
  - Brachypterolus pulicarius - (Leeuwenbekkevertje)
  - Brachypterolus vestitus
- Genus: Brachypterus
  - Brachypterus fulvipes
  - Brachypterus glaber - (Glad brandneteltorretje)
  - Brachypterus urticae
- Genus: Heterhelus
  - Heterhelus scutellaris
  - Heterhelus solani
- Genus: Kateretes
  - Kateretes pedicularius
  - Kateretes rufilabris